# Juan Antonio Ugarte Pérez
Juan Antonio Ugarte Pérez (* 16. September 1938 in Lima) ist ein peruanischer Geistlicher und emeritierter Erzbischof von Cuzco.

## Leben
Juan Antonio Ugarte Pérez trat dem Opus Dei bei und empfing am 27. August 1967 die Priesterweihe.
Papst Johannes Paul II. ernannte ihn am 18. August 1983 zum Weihbischof in Abancay und Titularbischof von Castrum . Die Bischofsweihe spendete ihm der Apostolische Nuntius in Peru, Mario Tagliaferri, am 2. Oktober desselben Jahres; Mitkonsekratoren waren Enrique Pélach y Feliú, Bischof von Abancay, und Luis Sánchez-Moreno Lira, Prälat von Yauyos.
Am 18. Oktober 1986 wurde er zum Weihbischof in Cuzco ernannt. Am 4. Dezember 1991 wurde er zum Weihbischof in Yauyos ernannt. Am 15. März 1997 wurde er zum Prälaten von Yauyos ernannt und am 27. April desselben Jahres in das Amt eingeführt. Am 29. November 2003 wurde er zum Erzbischof von Cuzco ernannt.
Papst Franziskus nahm am 28. Oktober 2014 seinen altersbedingten Rücktritt an.